# Nosy Lava
Nosy Lava ist eine Insel im Nordwesten Madagaskars am Eingang zur Narinda-Bucht in der Straße von Mosambik. Nosy Lava (wörtlich: „die lange Insel“) ist ca. acht Kilometer breit und ca. 12 km lang.

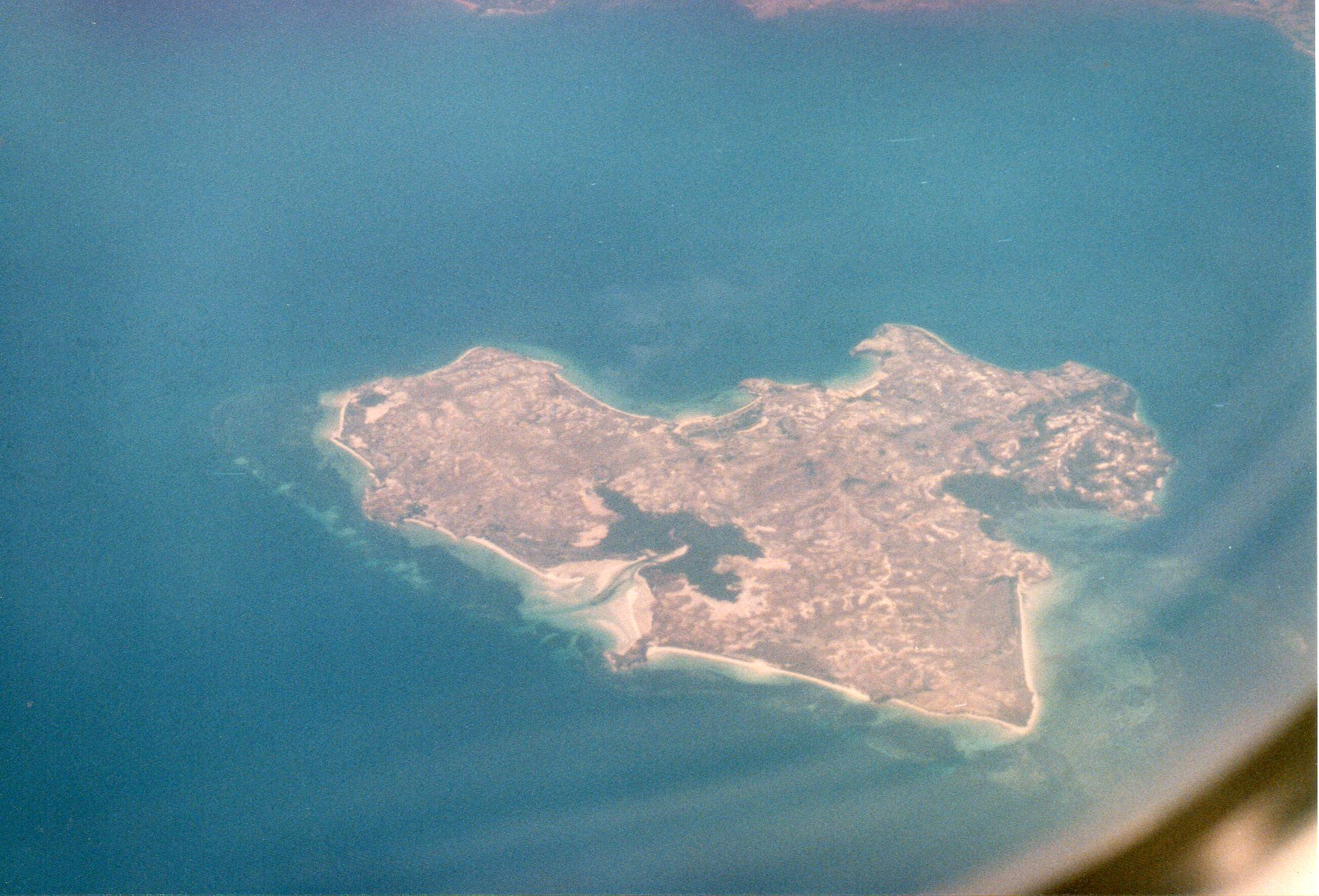
Nosy Lava

## Geschichte
Die Insel, auf der heute drei kleine Dörfer sind, war von 1911 bis 2010 Standort des Zuchthauses (Bagno) von Madagaskar. Tausende des Aufstands gegen die französische Kolonialmacht Verdächtige der Jahre 1947/48 waren vom Festland nach Nosy Lava verschleppt worden.
Nach verschiedenen politischen Veränderungen und kritischer Medienberichterstattung wurden die letzten Häftlinge freigelassen, einige bevölkern die Insel weiterhin.
Der mit den Gewässern im Nordwesten Madagaskars vertraute Seemann Roland Vilella landete 2004 auf der Insel, über der ein alter Leuchtturm thront. Unter dem Titel La Sentinelle de fer verfasste er ein Buch mit Erinnerungen an das Gefängnis von Nosy Lava, das letzte Zuchthaus des Landes, das 2010 endgültig geschlossen wurde. Sein Buch erschien in der von Jean Malaurie herausgegebenen Reihe Terre Humaine.